# یوروجت رومانیا
یوروجت رومانیا (به انگلیسی: Eurojet Romania) یک شرکت هواپیمایی است که در تاریخ ۲۰۰۴ میلادی تأسیس شده است. دفتر مرکزی یوروجت رومانیا در بخارست، رومانی واقع شده‌است.